# 風車 (玩具)

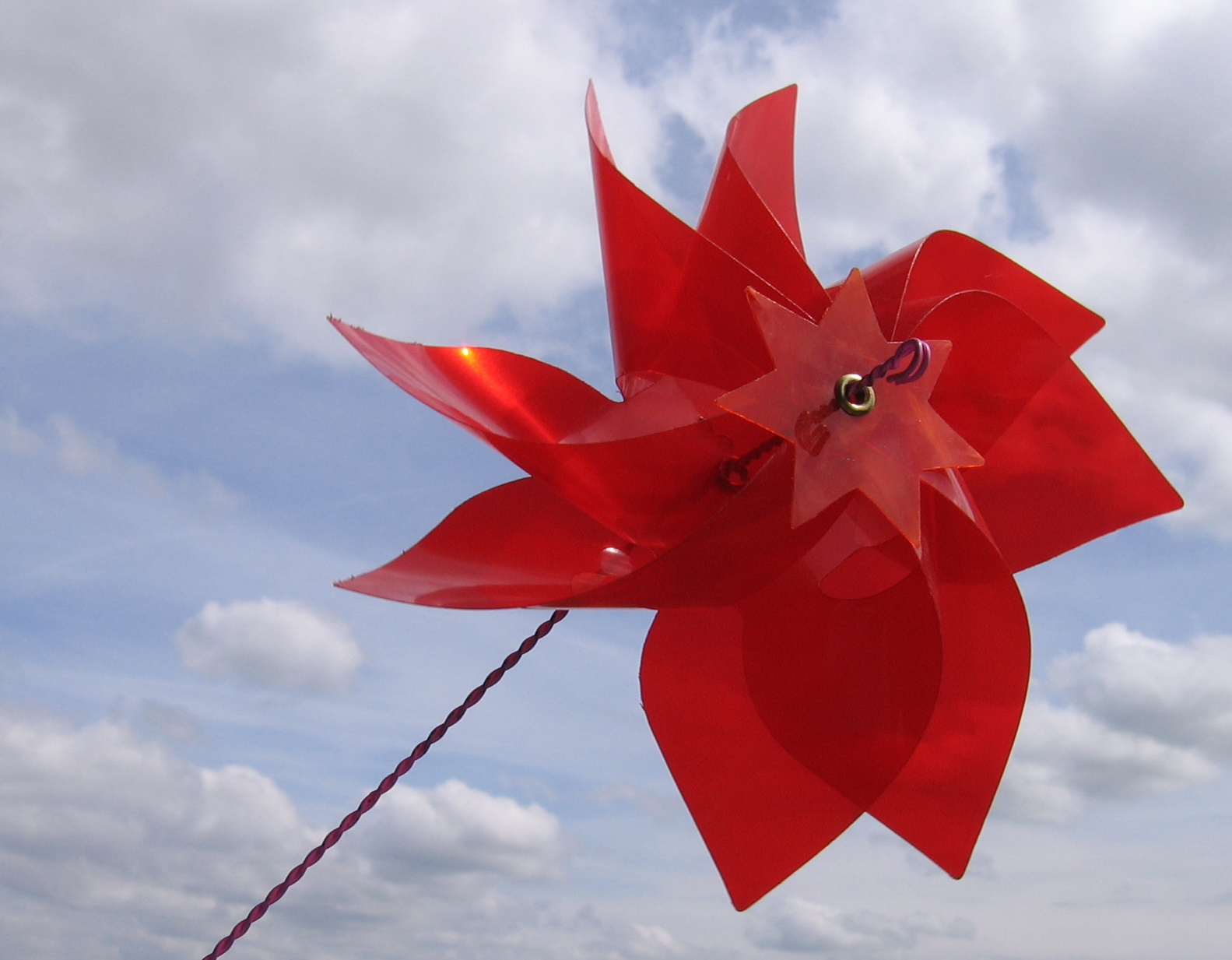
風車

風車のアニメーション

風車（かざぐるま）は、風によって回る羽根のついた車の玩具。

## 構造
基本的な作り方としては正方形の紙の四隅から中心の半ばまで切り込みを入れ、各辺を一つおきに中心に集め固定する。そこを回転軸として柄に取り付けることで4枚羽根の風車となる。
2個重ねて8枚羽根としたり羽根の先端に飾りがついている場合もある。
また材料に紙ではなく薄いプラスティックを使用し祭りなどの露店で子供向けに販売されていることも多い。

## 遊び方
遊び方としては、風が当たって回るのを見て喜ぶものであるが、都合よく風が吹くとも限らないので、口で息を吹きかけて回したり、持って走ることで、風車を回す。
こいのぼりのさお先にある風車は矢車といい、その名のとおり矢が羽根となっている。これは中心から数本の軸を放射状に伸ばし、そこに矢羽根のような羽がついている。これに似て、軸に紙の羽を貼り付けた風車の例もある。

## 用途

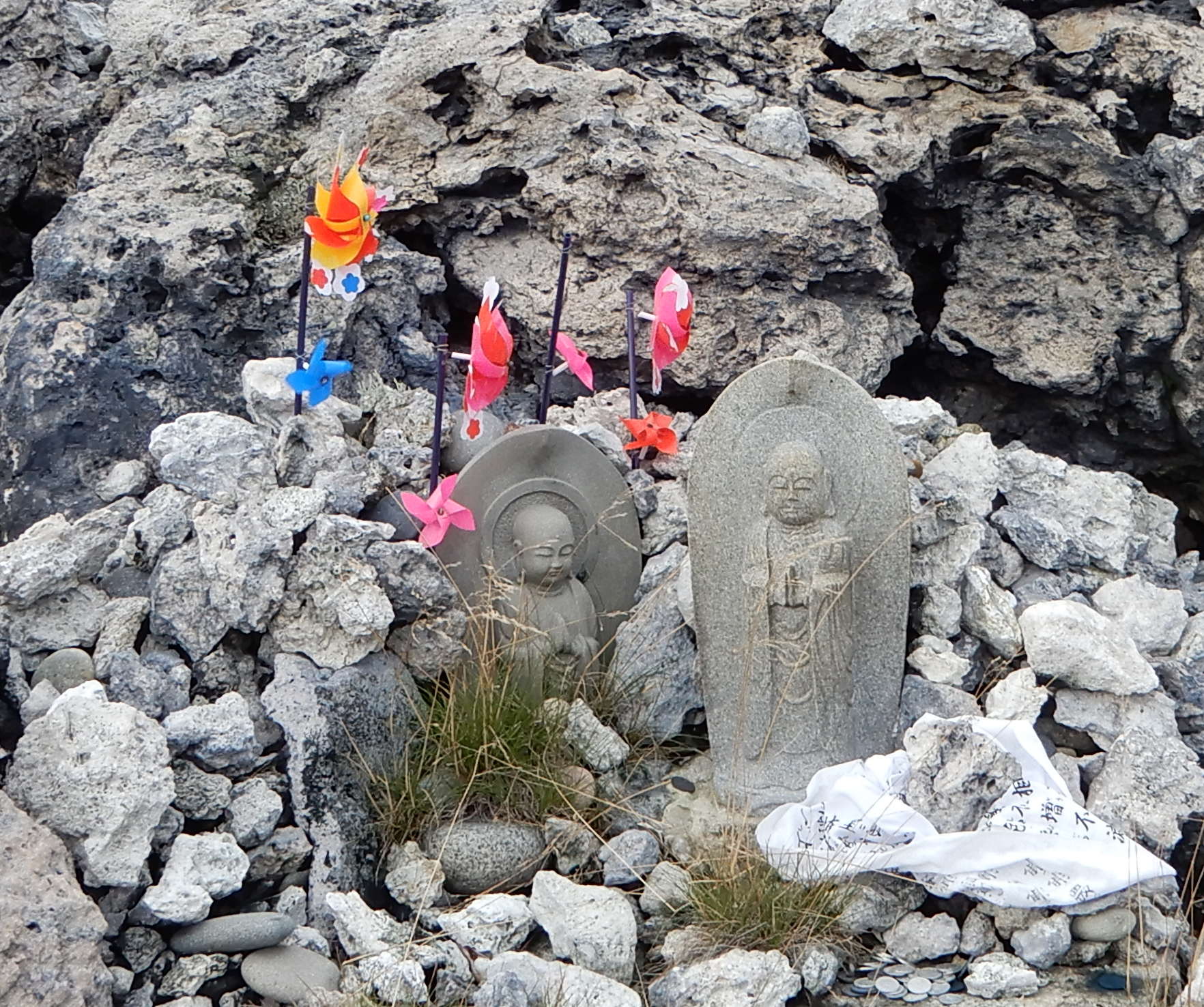
恐山の風車

遊び以外にも、畑では、風車を設置して鳥除けとして用いることもある。
また、宗教的な目的や、風向きを知るために設置されることもある。
恐山菩提寺では境内のあちこちに風車が置かれている。これには、死者への供養という宗教的な意味と、人体に有毒な恐山の火山性ガスを含む風の流れを知るためという実用的な意味の両方がある。

## 沖縄の例
沖縄ではこれをカジマヤーと呼ぶ。やはり子供のおもちゃであり、有名な童歌に「花のカジマヤー」がある。
また、カジマヤー祭は数え年97歳の老人を祝う祭である。一般には旧暦の9月7日に行われ、老人に風車を持たせてパレードが行われる。風車を持つのは、97歳（太陰暦では100歳）になると子供に戻るためとされる。